# Konfesní právo
Konfesní právo je soubor právních norem, které upravují vztahy mezi státem a církvemi nebo náboženskými společnostmi. Zajišťuje výkon náboženské svobody jak v rovině individuální, tak i kolektivní.

## Církve a náboženské společnosti
Podle zákonné definice jsou církve a náboženské společnosti dobrovolná společenství osob stejné náboženské víry v organizaci s vlastní strukturou, orgány, vnitřními předpisy a obřady. Podle Listiny základních práv a svobod spravují záležitosti nezávisle na státních orgánech. Výraz církev přísluší výhradně náboženskému křesťanskému společenství. Není možno mluvit o židovské církvi ani o islámské církvi. Pro židovské společenství se ujal termín židovská obec, pro islámské a řadu dalších náboženská společnost. Církve jsou také společnostmi, vytvářejí si tedy své vnitřní normy a předpisy – církevní právo. V případě církevního práva katolických (a některých dalších) církví se také užívá pojem kanonické právo. Církve jako celky i jejich dílčí části bývají vybaveny právní subjektivitou (církevní právnické osoby).

## Modely vztahu státu a církví (náboženských společností)
1. Konfesijní stát je takový, v němž nositelé veřejné moci dávají přednost jednomu náboženství nebo jednomu směru určitého náboženství. Stoupenci jiných náboženství jsou buď zcela vyloučeni ze společnosti a pronásledováni, nebo jsou tolerováni.[4] Mezi takové státy patřily středověké evropské státy a v pozdější době státy se státní církví nebo náboženstvím (muslimské státy, donedávna skandinávské státy).
2. Sekulární státy se podle míry spolupráce dělí na odlukové a kooperativní. U nás se heslo o odluce církve od státu objevilo v 80. letech minulého století jako reakce na šikanování církve. V některých zemích odluka prosazovala okrajové postavení církve (Francie a USA). V kooperativních demokratických státech nové doby není společnost ovlivňována jednou církví, jedním náboženstvím. Máme co činit se světským státem, konfesijně neutrálním. Stát přistupuje ke všem uznaným náboženstvím stejně. Působení církví je směřováno nejen na členy těchto společenství, ale také na další občany. Církve kladou důraz na rodinu, péči o slabé a nemocné, na občanskou integritu, a tak jsou prospěšné státu a všem lidem.[5]
3. Konfesijní stát à rebours je takový stát, který povýšil ateistickou ideologii do postavení náboženství a vyznání. Totalitní komunistické státy jsou v podstatě náboženské: mají své obřady, které vytěsňují křesťanskou bohoslužbu a snaží se ji nahradit (KLDR, Kuba, Vietnam, Čína). V některých komunistických státech byla částečně tolerována náboženská svoboda (konání obřadů v kostele), ale šlo pouze o taktiku. K úplné likvidaci náboženství mělo dojít prostřednictvím nového vyučovacího oboru – vědeckého komunismu.[6]
4. Kvazikonfesní stát je takový, v kterém vládne jedna ideologie, jejíž součástí není sice výslovný ateismus, ale kvazireligiózní předznamenání (nacionalismus nabývající charakteru náboženského kultu a s ním spojený biologický rasismus). Příkladem je diktatura nacionálně socialistické dělnické strany v Německu (1933-1945). Náboženství bylo za nacismu prvkem slabošství a narušení bojového ducha. Rodiny i jednotlivci byli nuceni se stranicko-nacionalistického kultu účastnit a církevní sdružení mládeže i dospělých byla, jako nežádoucí konkurence, potlačena.[6]

## České konfesní právo v současnosti
Konfesní právo zajišťuje uplatňování svobody náboženství a myšlení jak pro jednotlivce, tak i společenství věřících sdružených v církvích nebo náboženských společnostech. Stát na sebe bere povinnost chránit zájmy věřících i nevěřících. Stát zároveň zajišťuje podmínky pro uplatňování těchto svobod. Základním pramenem konfesního práva je Ústava a Listina základních práv a svobod. Konfesní právo se promítá do těchto oblastí:
1. Školství a vzdělávací proces – církve a náboženské společnosti s tzv. zvláštními právy mají dle zákona o církvích a náboženských společnostech[8] právo vyučovat náboženství na státních, soukromých a církevních školách. Na soukromých školách zakladatel může, ale nemusí, náboženství zařadit do výukového programu; výuka náboženství na veřejných školách v ČR je zaručena na ústavněprávní úrovni. Na církevních školách je buď náboženství povinné či vedeno jako volitelný předmět. Církevní školy vznikají na základě školského zákona,[9] vztahují se na ně právní předpisy pro školy veřejných zřizovatelů. Běžné náklady jsou hrazeny státem, investiční náklady a budova školy příslušným náboženským společenstvím. V současné době je na území ČR asi 140 církevních škol (MŠ, ZŠ, gymnázia, VOŠ, konzervatoře). Teologické fakulty (5) mají právo vzdělávat své duchovní, jsou součástí veřejných vysokých škol a vydávají vlastní vnitřní předpisy, které dávají ke schválení akademickému senátu VŠ dle zákona o vysokých školách.[10][11]
2. Ozbrojené síly – v Armádě ČR a v ostatních ozbrojených silách nesmí být nikdo omezován ve svobodě víry, ať jde o profesionálního vojáka nebo vojáka v záloze. O vojáky se starají vojenští kaplani, kteří mohou vykonávat bohoslužby, ale jejich hlavní náplní práce je péče o lidský rozměr života těch, kteří pracují ve vojenském prostředí. Na praktickou stránku věci dohlíží Vojenská duchovenská služba, která vznikla na základě Dohody o duchovní službě mezi Ministerstvem obrany, Ekumenickou radou církví ČR (ERC) a Českou biskupskou konferencí (ČBK) v roce 1998. V současné době má Armáda ČR 40 vojenských kaplanů. Vojenským kaplanem může být pouze člen církve nebo náboženské společnosti se zvláštním právem dle zákona o církvích a náboženských společnostech.[12]
3. Vězeňství – v současné době upravuje Dohoda o duchovní službě, která byla uzavřena roku 2013 mezi Vězeňskou službou České republiky, ERC a ČBK, podmínky pro práci duchovních církví a náboženských společností se zvláštním právem s vězni ve výkonu trestu nebo ve vazbě. Dále tyto podmínky upravují zákon o výkonu vazby[13] a zákon o výkonu trestu odnětí svobody.[14] Vězeňská duchovní služba se skládá z vězeňských kaplanů, kteří mohou vykonávat např. bohoslužby, pastorační návštěvy, rozhovory, zajišťovat duchovní literaturu, organizovat besedy nebo koncerty.[15]
4. Zdravotní a sociální péče – Dohoda o duchovní péči ve zdravotnictví byla uzavřena mezi ČBK a ERC roku 2006 a umožňuje posílat do zdravotnického zařízení nemocniční kaplany, kteří zde poskytují duchovní péči nemocným bez rozdílu vyznání. Dohody se využívá také pro sociální zařízení. Tuto oblast rámcově upravuje také zákon o zdravotních službách a podmínkách jejich poskytování,[16] který stanovuje právo pacienta, který je hospitalizován, na duchovní péči. Zároveň upravuje možné odmítnutí zdravotnického pracovníka poskytnout zdravotní službu v případě, že by její poskytnutí odporovalo jeho svědomí nebo náboženskému vyznání. Pokud jde o sociální a zdravotnické ústavy, byly zakládány náboženskými společnostmi po roce 1990. Jde především o ústavy katolických charit a evangelických diakonií. Tyto ústavy poskytují péči lidem bez rozdílu vyznání. Podobně činí i církevní nemocnice. Doposud však chybí komplexní zákonná úprava pro zajištění duchovní péče ve všech těchto zařízeních, náboženských i nenáboženských.[15]
5. Rodina – právní systém státu a právní systém náboženských společností se v rodinné oblasti stýkají ve dvou zásadních záležitostech, které jsou předmětem konfesního práva – jedná se o uzavření sňatku a náboženskou svobodu dětí. Občanský zákoník umožňuje výběr uzavření manželství náboženskou nebo občanskou (civilní) formou. Obě formy jsou platné a jsou si rovné. Právo náboženské svobody nezletilých dětí a právo být bez vyznání je zaručeno zákonem o církvích a náboženských společnostech.[8] Zákon o ústavní výchově[17] upravuje právo na náboženskou svobodu dětí, které vyrůstají mimo systém rodinné péče.[18]
6. Pohřební právo a hřbitovní právo – Zákon o pohřebnictví[19] se zabývá právním zajištěním účasti náboženských společenství na péči o lidské pozůstatky, o pozůstalé, o výkon náboženských pohřebních obřadů i správy pohřebišť, včetně výkonu vlastnického práva k pohřebištím.[18]
7. Financování náboženských společností – Církve a náboženské společnosti jsou na území ČR financovány z více zdrojů. Jsou to výnosy sbírek konaných při bohoslužbách i mimo ně nebo pravidelné příspěvky i nepravidelné dary, které upravují vnitřní předpisy těchto společenství. Dalšími finančními zdroji jsou např. dědictví, odkazy či výnosy majetků již dříve nabytých (pozemky, budovy). Tyto částky jsou určeny na pokrytí nákladů na bohoslužebný provoz, na podporu církevních škol, církevních ústavů či studentů teologie. V současné době jsou financovány i na základě zákona o majetkovém vyrovnání s církvemi a náboženskými společnostmi.[20] Zákon o dani z příjmu[21] umožňuje církvím a náboženským společnostem nedanit sbírky či příspěvky, případně zisk z podnikání (např. pronájem prostor) do výše 300 000 Kč za rok. Dary fyzických osob na kulturní, charitativní a církevní účely jsou odepisovány ze základu daní z příjmu.[22]
8. Kultura – Náboženská společenství v ČR plní důležitou kulturní funkci. Umožňují koncertní a divadelní činnost, poskytují své bohoslužebné prostory soukromým i církevním společnostem. Tato činnost není doposud nijak právně upravena. Podstatnou součástí našeho kulturního života jsou stavební památky. Zákon o státní památkové péči[23] neobsahuje žádné speciální ustanovení týkající se náboženských společenství, ale ukládá povinnost vlastníkovi pečovat o kulturní památku na vlastní náklady, zachovat ji v dobrém stavu a chránit ji před poškozením nebo odcizením. Zákon umožňuje žádat finanční podporu na renovaci. Vzhledem k početnosti církevních památek (kláštery, kostely, fary, varhany, zvony, kapličky) a jejich velkému významu pro kulturu národa by využití dotací z veřejných zdrojů mělo být i v budoucnu oblastí, na níž se bude stát významně finančně podílet.[22]
9. Sdělovací prostředky – Zákon o rozhlasovém a televizním vysílání[24] ukládá provozovateli, aby pořady, které vysílá, nepodněcovaly k rasové nesnášenlivosti, k nenávisti barvy pleti, jazyka nebo náboženství. Pokud jde o náboženské vysílání, je spolupráce s náboženskými společnostmi smluvně zajištěna pouze s veřejnoprávní stanicí Český rozhlas. Dohodu o spolupráci uzavřela s ČBK a ERC v roce 1999. Česká veřejnoprávní televize uskutečňuje rovněž náboženské vysílání; spolupráce není zajištěna smluvní cestou, ale doposud nebyla zdrojem žádných kontroverzí. Tisk zajišťují některé církevní právnické osoby samy nebo prostřednictvím nakladatelství založených dle světského práva (Portál, Kalich, Karmelitánské nakladatelství).[22]
10. Trestní – zachování mlčenlivosti duchovními v souvislosti s výkonem zpovědního tajemství upravuje zákon o církvích a náboženských společnostech.[8] Duchovní jsou přímo osvobozeni od povinnosti oznámení, nemohou tedy být v tomto případě obviněni ze spáchání trestného činu neoznámení dle trestního zákoníku.[25] Zachováním mlčenlivosti ale není dotčena povinnost překazit budoucí trestný čin.[18]

### Právní prameny
- Listina základních práv a svobod: Právo na svobodu vyznání je zakotveno v článku 15 Listiny základních práv a svobod, která je součástí ústavního pořádku České republiky. V článku 16 Listina stanoví nezávislost církevních institucí a institucí náboženských společností na státních orgánech.[2]
- Úmluva o právech dítěte: Svoboda ve výběru náboženství a myšlenkového směru je zakotvena v článku 14 Úmluvy o právech dítěte. Děti mají právo věřit, mohou praktikovat náboženské zvyky, pokud tím neomezují druhé lidi.[26]
- Mezinárodní pakt o občanských a politických právech zakotvuje v článku 18 svobodu každého člověka přijmout náboženství nebo víru.[27]
- Evropská úmluva o lidských právech zakotvuje v článku 9 svobodu myšlení, svědomí a náboženského vyznání každého člověka.[28]

- Zákon č. 3/2002 Sb., o svobodě náboženského vyznání a postavení církví a náboženských společností a o změně některých zákonů (zákon o církvích a náboženských společnostech), zakotvuje právo na svobodu vyznání všech, včetně dětí. Dále upravuje vedení veřejně přístupných seznamů registrovaných církví a náboženských společností, jejich zvláštních práv a jejich evidovaných právnických osob. Hlava II. upravuje jejich postavení ve společnosti, výčet oblastí činnosti (duchovenská služba, vyučování náboženství ve školách, zřizování škol, uzavírání sňatků), ale také uvádí překážky vzniku a působnosti církví a náboženských společností. Hlava III. upravuje podnikání církví a náboženských společností jako doplňkovou charitativní činnost (účelem není zisk) v oblasti zdravotnictví a sociálních služeb.[8]

- Zákon č. 428/2012 Sb., o majetkovém vyrovnání s církvemi a náboženskými společnostmi: předmětem a účelem tohoto zákona je zmírnění některých historických majetkových křivd. Zákon má za úkol vyřešit ukončení dotací platů duchovních a vypořádání odejmutých věcí v období od 25. 2. 1948 do 1. 1. 1990. Zákon stanoví, které církve a náboženské společnosti mají nárok na majetkové vyrovnání, kdo bude navracet majetek a jak bude vydání majetku probíhat. O majetkovém vyrovnání uzavře stát s každou církví a náboženskou společností smlouvu o vypořádání.[20]

- Zákon č. 169/1999 Sb., o výkonu trestu odnětí svobody a o změně některých souvisejících zákonů, upravuje vykonávání duchovní služby církví a náboženských společností, které mají přiznáno oprávnění vykonávat tuto službu v místech výkonu trestu odnětí svobody.[29]

- Zákon č. 325/1999 Sb., o azylu, zakotvuje udělení azylu pronásledovanému cizinci z důvodu jeho náboženství.[30]

- Zákon č. 561/2004 Sb., o předškolním, základním středním, vyšším odborném a jiném vzdělání, upravuje výuku náboženství ve státních školách a vedení seznamu církevních škol.[9]

- Zákon č. 372/2011 Sb., o zdravotních službách, upravuje vykonávání duchovní služby ve zdravotnickém zařízení.[16]

- Zákon č. 89/2012 Sb., občanský zákoník upravuje uzavření manželství církevním sňatkem.[31]

## Historie konfesního práva v Českých zemích

### Do 1. století
Konfesní právo vzniká v 1. století n. l., kdy se v Římské říši objevuje křesťanská obec – církev. Do té doby existovala jednota Římského státu a náboženství. Základní trvalý předěl vztahu Římského státu k církvi však představuje až Edikt milánský, který roku 313 vyhlásil císař Konstantin I. Byla deklarována rovnoprávnost křesťanství s pohanstvím, křesťanství bylo prohlášeno za státní náboženství. Kněží byli osvobozeni od daní, byla podporována stavba kostelů. Postupně docházelo k unifikaci církve a státu.

### Středověk
V raném středověku se rýsuje rozpad církve, vznikají dvě ohniska, která se od sebe postupně vzdalují. Vzniká Východořímská říše (Byzanc) a Západořímská říše. Obě centra usilovala o vliv. Na východě měl císař velký vliv na život církve – tomuto způsobu vlády se říká caesaropapismus. Jiná situace byla v Západořímské říši, kde byl respektován primát papeže (rok 800, papež Lev III. korunoval v Římě Karla Velikého za císaře). Vliv duchovních převažoval nejen v náboženské oblasti, ale i v politické. V roce 1054 se křesťanská církev po dynamických událostech rozdělila na západní a východní větev. Od té doby se konfesní právo na východě a západě vyvíjelo samostatně. Papežové získávali stále větší vliv v západní Evropě. Papež Inocenc III. (1198–1216) prosadil svou autoritu u evropských panovníků, pro toto období konfesního práva se ujal termín papocaesarismus (papež má větší vliv než císař).

### Období husitského hnutí
Situace západní církve se zásadně zkomplikovala husitským hnutím v Čechách. Jeho programem se staly tzv. Pražské artikuly, kde se v článku 3 uvádí požadavek, aby kněz světsky nepanoval. Husité se tak postavili proti identifikaci státu a církve. Husitství signalizovalo příchod reformace; stát musel vzít na vědomí existenci dalšího církevního útvaru – církve podobojí. Její existence byla potvrzena tzv. Basilejskými kompaktáty z roku 1436. Staly se zemským zákonem. Pozdější napětí mezi katolickou stranou a podobojí v Čechách bylo řešeno na zemském sněmu roku 1485 v Kutné Hoře. Smlouvou byla potvrzena rovnoprávnost katolické a podobojí církve.

### Reformace
Reformace dala vznik novým nekatolickým církvím, ale jejím důsledkem byla také změna vztahů mezi státem a církvemi. Stát se uvolnil z vlivu církve. Rovnoprávnost církví v Českém království a ve Slezsku byla potvrzena Rudolfovým majestátem z roku 1609. Situace na našem území se přesto vyvíjela opačným směrem, k jednomu vyznání a utvrzení jednoty státu a církve. Po prohraném Stavovském povstání roku 1620 byl zrušen Rudolfův majestát a roku 1627 bylo vyhlášeno Obnovené zřízení zemské. Byla povolena pouze římskokatolická církev, kněží podobojí byli vykázáni ze země, šlechta musela emigrovat.

### Období osvícenství
Zásadním předělem vztahu církví a státu se stala Francouzská revoluce. Ústavodárné shromáždění přijalo Prohlášení práv člověka a občana – všechna vyznání byla zrovnoprávněna. Poprvé byla provedena odluka církve od státu. Stát je neutrální k náboženství. Francouzská revoluce ovlivnila konfesní právo na celá dvě století, i když v Evropě změny neprobíhaly tak prudce a takovými násilnými prostředky. Josef II. vydal několik patentů, které měly vliv na život rakouské společnosti. Na konfesní právo nejvíce zapůsobil Toleranční patent z října 1781, který povolil existenci dvou nekatolických církví: evangelické církve augsburského vyznání a evangelické církve helvetského vyznání.

### 19. století
Život společnosti v Rakousku ovlivnil Obecný občanský zákoník z roku 1812. V případě rodinného práva aplikoval kanonické předpisy i na nekatolíky, nebral na vědomí novou situaci po vydání Tolerančního patentu.
Revoluční rok 1848, v mnohém inspirován Francouzskou revolucí, zapůsobil i na konfesní právo. Církve se uvolnily ze státního zasahování do svých poměrů. Od 30. 1. 1849 mohli evangeličtí duchovní sami vést církevní matriky a byly zároveň zrušeny poplatky nekatolíků katolickým duchovním.
Roku 1855 byl uzavřen konkordát s Apoštolským stolcem, který stvrzoval zásadní postavení katolické církve. Konkordát byl po 15 letech Rakouskem jednostranně vypovězen s odůvodněním, že katolická církev se zásadně změnila, neboť První vatikánský koncil vyhlásil papežskou neomylnost.
V roce 1861 byl vyhlášen Protestantský patent. Evangelickým církvím byla přiznána plná rovnoprávnost s ostatními uznanými církvemi. Byla uznána Pravoslavná církev. Velkým mezníkem konfesního práva v Rakousku bylo vydání zákona č. 142/1867 ř. z., tzv. Prosincové ústavy. Začala platit náboženská svoboda. Byla zaručena vnitrocírkevní autonomie zákonem uznaných církví. V roce 1868 byl vydán zákon č. 48/1868 ř. z. Byl první, který se zabýval mezikonfesijními problémy. Stanovil pravidla přechodu z jedné církve do druhé, určil, jak se má postupovat v případě smíšených manželství a řešil příslušnost dětí k církvi rodičů.
V roce 1870 byly uznány další církve: 1. Starokatolická, 2. Evangelická církev bratrská. Židovské obce byly postupně zrovnoprávněny s církvemi. V tzv. Kongruovém zákoně č. 47/1885 ř. z. se stát zavázal k doplatkům platu duchovních katolické církve, pokud byl nedostatečný.

### Období 1918–1938
Pozemková reforma z roku 1919 zasáhla do hospodářského života společnosti a také zvlášť do života katolické církve. Snížila pozemkový fond církve v Čechách a na Moravě asi o 16 %, to se samozřejmě muselo projevit na ekonomickém zabezpečení církevních aktivit. V roce 1919 byla zavedena možnost výběru mezi civilní a církevní formou uzavření sňatku.
Ústava z roku 1920 zakotvila svobodu svědomí a rovnost všech vyznání před zákonem. Stát v tomto roce uznal Českobratrskou církev evangelickou, která vznikla spojením evangelických církví augsburského a helvetského vyznání v Čechách a na Moravě. V roce 1920 uznal Československou církev, Československé náboženské hnutí pravoslavné, v roce 1922 Německou evangelickou církev v Čechách, na Moravě a ve Slezsku. V roce 1923 Evangelickou církev augsburského vyznání ve Slezsku.
Od roku 1920 stát začal zvyšovat doplatky k platům duchovních jako náhradu za ztrátu církevního pozemkového majetku. Zákon č. 122/1926 Sb. upravil platy duchovenstva církví a náboženských společností uznaných státem. Mezikonfesijní zákon č. 96/1925 Sb. přinášel novou úpravu pravidel uznávání členství v církvích, přestupů a potvrzoval stav bez vyznání jako zvláštní náboženský stav. Úmluva o vztazích mezi Apoštolským stolcem a Československým státem – modus vivendi – byla podepsána roku 1928. Od roku 1935 probíhalo řízení o uznání náboženské obce muslimů.

### 2. světová válka
Konec demokratického státu po Mnichově 1938 a hlavně vytvoření Protektorátu Čechy a Morava po okupaci Německem změnily podstatně i náboženské poměry na našem území. Po atentátu na Heydricha byla zakázána Pravoslavná církev. Části diecézí katolické církve se ocitly za hranicemi státu. Zmizela Československá církev, stala se z ní Českomoravská. Uzavíraly se bohoslovecké fakulty. Německé okupační orgány dávaly najevo svou moc vůči představitelům církví.

### Období 1948–1989
V roce 1948 byla zákonem č. 46/1948 Sb. vyhlášena další pozemková reforma. Katolická církev přišla o většinu svých pozemků, byly vyvlastněny pozemky nad 50 ha. Ve stejném roce byla přijata ústava. Proklamovala svobodu svědomí a vyznání i shromažďování a spolčování. Církve a náboženské společnosti v ní ale nebyly jmenovány. Byla právně zrušena Německá evangelická církev.
Byla omezována svoboda církví na základě zákona č. 50/1874 Sb. Dále byl využíván doplněk 303 trestního zákona č. 117/1852 Sb., který byl zaměřen proti kritice politických poměrů ve státě při vyučování, proti brojení, proti politickým organizacím. Zlom v hodnocení politických přečinů přinesl zákon č. 231/1948 Sb. na ochranu republiky. Zákon zavedl úplně jinou úroveň trestů – od mnohaletých žalářů až po smrt. Zákon č. 86/1950 Sb. uvádí do soudnictví nový zločin – maření dozorů nad církvemi a náboženskými společnostmi.
Nové zákony konfesního práva byly vydány v říjnu 1949. Zákonem č. 217/1949 Sb. byl zřízen státní úřad pro věci církevní, který tvořil vrcholný článek dozoru nad církvemi. Zákon č. 218/1949 Sb. o hospodářském zabezpečení církví a náboženských obcí státem vyhlásil nový právní pojem „státní souhlas k výkonu duchovenské činnosti“. O státní souhlas bylo nutné žádat před volbou či jmenováním předem.
Církve byly úmyslně zbaveny vlastních ekonomických zdrojů a tak se staly závislé na státním zabezpečení. Zásahy proti církvím se nejvíce dotýkaly katolické církve. V době vrcholného proticírkevního tlaku byla zlikvidována Řeckokatolická církev na Slovensku. Adventisté byli zakázáni od roku 1952 do roku 1956. Stát zasáhl i proti katolickým bohosloveckým fakultám. Zákon č. 58/1950 Sb. vyňal bohosloveckou fakultu UK ze svazku univerzity. V roce 1960 byla vydána nová ústava ČSSR. Vyhlašovala, že svoboda vyznání je zaručena, ale náboženská víra nebo přesvědčení nemůže být důvodem k tomu, aby se odpíralo občanským povinnostem uloženým zákonem.

### Období po roce 1989
Změna politické situace v zemi, která proběhla v listopadu 1989, umožnila rehabilitaci politických a občanských práv a důsledkem byl i vznik nového konfesního práva. Byly zrušeny diskriminující právní předpisy, které účelově omezovaly činnost církví a náboženských společností. Zákonem č. 16/1990 Sb. byl zrušen § 7 zákona č. 218/1949 Sb. Byl zlikvidován dohled nad životem církví, stát již nezasahuje do jejich vnitřních poměrů. Bylo zrušeno proticírkevní ustanovení trestního zákona č. 140/1961 Sb. zákonem č. 159/1989 Sb. Církve již nejsou vnitřním nepřítelem státu. Zákon č. 171/1990 Sb., který se mění a doplňuje zákonem č. 29/1998 Sb., umožňuje obnovu církevního školství.
Od 1. 1. 1991 stát přestal vyplácet duchovním platy sám, ale poskytoval dotace na platy ústředím církví, popř. katolickým diecézím. Ve dvou následujících letech po roce 1989 byla provedena částečná restituce církevního majetku, týkala se předně řeholních řádů na základě zákona č. 298/1990 Sb. Součástí změn, jež ovlivňovaly hospodářské postavení církví, bylo také ustanovení zákona č. 585/1992 Sb. o poskytování darů ve prospěch kulturních, sociálních a církevních organizací, které se mohly odečíst z daňového základu.
Od roku 2012 probíhá širší ekonomická odluka církví od státu dle zákona č. 428/2012 Sb.